# Taomyia pictipennis
Taomyia pictipennis är en tvåvingeart som beskrevs av Albany Hancock 1985. Taomyia pictipennis ingår i släktet Taomyia och familjen borrflugor.
Artens utbredningsområde är Madagaskar. Inga underarter finns listade i Catalogue of Life.